# McCaslin
McCaslin è il nome in codice della seconda generazione della piattaforma Intel pensata per il mercato dei sistemi ultra portatili UMPC, arrivata sul mercato nel tardo 2007 con il nome commerciale di Intel Ultra Mobile Platform 2007, ed è basata sul processore Stealey. Rispetto alla prima generazione (conosciuta come UCP), McCaslin è caratterizzata da una maggiore compattezza ed integrazione, oltre ad una maggiore autonomia operativa.
La maggiore compattezza è dovuta sia al nuovo processore, più piccolo rispetto al Pentium M Dothan utilizzato in UCP, sia anche al nuovo chipset Little River.

## Caratteristiche tecniche
La piattaforma precedente, UCP, era composta, come detto, da alcune particolari versioni del processore Dothan (originariamente sviluppato per il settore Notebook), e in particolare sulle versioni ULV (Ultra Low Voltage), caratterizzate da un voltaggio, e quindi da un consumo ridotto, rispetto alle versioni tradizionali, e dal chipset i915GMS abbinato al southbridge ICH6. 
Se la prima generazione vedeva l'utilizzo di hardware originariamente sviluppato per altri settori e poi adattato per l'integrazione in sistemi UMPC, la seconda generazione, McCaslin, parte da altre basi, ed è basata sul nuovo processore Stealey, derivato dal progetto Core Solo Yonah, ma ulteriormente ottimizzato per questo nuovo settore. Dato che Dothan era un chip da 35x35 mm, l'i915 era poco più piccolo, ovvero 27x27 mm mentre l'ICH6 era grande 31x31 mm, si otteneva una superficie complessiva di ben 2815 mm². Intel è riuscita a ridurre drasticamente tale ingombro proprio con la nuova piattaforma McCaslin, in cui il processore Stealey occupa solo 14x14 mm, il northbridge Little River misura 22x22 mm, mentre il southbridge ICH7-U è contenuto in 15x15 mm; la superficie complessiva di McCaslin quindi è scesa ad appena 975 mm², e questo consente ai diversi produttori di realizzare sistemi sempre più compatti.
Mediamente un sistema basato sulla piattaforma McCaslin ha un'autonomia quasi doppia rispetto ad uno della precedente generazione, ovvero circa 4-5 ore, grazie anche al consumo massimo che non supera i 9,3 W e anzi tendenzialmente si aggira intorno agli 1,95 W.
Il comparto grafico è il GMA X3000 già introdotto da Intel con il chipset i965, mentre la connettività è molto completa. Ad affiancare gli ormai tradizionali moduli Wi-Fi e Bluetooth, sono arrivati anche chip aggiuntivi in grado fornire supporto al nuovo standard WiMAX, oltre che antenne GPS e sintonizzatori TV. Ovviamente l'effettiva dotazione di questi accessori all'interno dei vari sistemi UMPC è poi vincolato alle scelte progettuali e commerciali dei vari sviluppatori dei sistemi finiti.

## Il successore
La piattaforma che succederà a McCaslin sarà Menlow nel secondo trimestre 2008, la quale dovrebbe comportare una rivoluzione nell'approccio agli UMPC grazie soprattutto alla nuova CPU, Silverthorne, che sarà espressamente sviluppata per l'impiego in questo tipo di sistemi. Per Menlow Intel ha deciso di sfruttare la notorietà del marchio Centrino (introdotto originariamente nel 2003 per i sistemi Notebook) creando la variante Centrino Atom (che riprende il nome commerciale di Silverthorne che sarà appunto Atom) e sarà di fatto il nome commerciale di Menlow.